# Nasir Jang
Humayun Jah Nizam al-Dawla Nawab Mir Ahmad Ali Khan Bahadur Nasir Jang (26 de febrer de 1712-Dupleix-Fathabad potser Sarasangupettai, prop de Jinji 16 de desembre de 1750) fou nawab subadar de Dècan i nizam d'Hyderabad.
Era fill d'Asaf Jah I i la seva segona esposa. En absència del pare a Delhi (1738-1741) va ser nomenat lloctinent, i va intentar assolir el poder, però fou derrotat per les forces del seu pare al Idhag Maidan prop d'Aurangabad, el 23 de juliol de 1741. Perdonat, fou nomenat governador d'Aurangabad (1745-1746).
A la mort del seu pare (28 de maig o 1 de juny de 1748) es va apoderar del tresor i va obtenir el suport de l'exèrcit; va assegurar haver aconseguit la renúncia del seu germà gran Amir ul-Umara Nizam al-Mulk Asaf al-Dawla, Nawab Mir Ghazi al-Din Khan Bahadur Firuz Jang; l'altra pretendent principal fou Muzaffar Jang, fill de la dona preferida del nizam difunt, els drets del qual derivaven del testament patern; cadascun va tenir el suport d'un dels estats europeus, britànics i francesos. Un firman imperial el va confirmar el 4 de febrer de 1749. Amb la retirada temporal dels francesos Muzaffar va caure presoner de Nasir Jang (1750).
Es va casar diverses vegades. Va morir assassinat a Dupleix-Fathabad (potser Sarasangupettai), prop de Jinji, pel cap militar paixtu Nawab Himmat Bahadur Khan de Kurpa, el 5 o 16 de desembre de 1750. Va deixar només una filla. Fou proclamat nizam Muzaffar Jang però sota control del comandant francès Joseph François Dupleix.